# Балебанов, Альберт Михайлович
Альбе́рт Миха́йлович Балеба́нов (р. 29 октября 1939, Москва) — журналист-международник, политический обозреватель ТАСС (1988—1991 гг.), специалист в области коммуникаций и общественных связей, писатель, член Союза журналистов СССР и России.

## Биография

### Ранние годы
Альберт Михайлович — коренной москвич. Учился в 50-х — 60-х годах в мужской средней спецшколе № 1 с углубленным изучением английского языка, которую успешно окончил в 1957 году. В ней с 8 года обучения на английском языке преподавались такие предметы, как география, биология, всемирная история, английская и американская литература.
С 1957 по 1962 годы учился в 1-м Московском государственном педагогическом институте иностранных языков. По его окончании получил диплом преподавателя английского языка. Во время учебы — 1960-61 годы — проходил стажировку в Ираке, где работал старшим переводчиком в одной из групп аппарата Экономического советника при Посольстве СССР в Багдаде. По возвращении из командировки заканчивал учебу в институте экстерном, на что было выдано специальное разрешение Министерства высшего образования СССР. Свободно владеет английским и французским языками.

По государственному распределению кадров попал в Министерство строительства РСФСР для работы на Цейлоне в качестве переводчика на строительстве металлургического завода под Коломбо. После завершения 2-годичного контракта возвратился в Москву, где в начале 1965 года поступил на работу в Телеграфное Агентство Советского Союза (ТАСС) в качестве журналиста-международника.

### Карьера в ТАСС
ТАССовскую карьеру начал рядовым редактором редакции стран Северной Америки, специализируясь на деятельности США, Канады и ООН. Однако на работу в Америку так никогда не попал. 1968—1970 годы — работа корреспондентом ТАСС в Республике Мали. С 1970 года — старший редактор Главной редакции служебной и общеполитической информации.
В 1971 году Альберт Балебанов назначается главным выпускающим входящей иностранной информации — копитейстером.
В том же 1971 году последовало назначение корреспондентом в императорскую Эфиопию. Командировка в эту страну завершилась в 1975 году. Балебанов оказался первым и единственным советским человеком, сумевшим в своем официальном качестве корреспондента побывать на сверхсекретной военной базе США в Кэгнью. Эта база вела радиоэлектронную разведку на огромной территории, простиравшейся вплоть до рубежей советского Северного Кавказа.
Командировки всегда были сопряжены с различными политическими катаклизмами. Так, приезд в Багдад совпал приходом к власти в Ираке генерала Абдул Керима Касема, на Цейлоне вступила на пост премьер-министра страны Сиримаво Бандаранаике — вдова злодейски убитого британскими колонизаторами Соломона Бандаранаике, в Мали был свергнут законный президент Модибо Кейта, а к власти пришла группа молодых офицеров. В Эфиопии в результате государственного переворота был свергнут император Хайле Селассие, страной стала править военная хунта.
В 1975-76 гг. — работа в Москве в качестве главного выпускающего ТАСС на печать для центральных газет, журналов, радио и телевидения СССР — подписчиков агентства. Затем последовала очередная зарубежная командировка — на этот раз в качестве заведующего Отделением ТАСС в Бельгии и Люксембурге. Она продолжалась до конца 1980 года.
С 1980 по 1982 годы А.Балебанов занимает пост заместителя заведующего, а потом и заведующего редакцией стран Америки. После чего его вновь направляют на работу руководителем Отделения ТАСС в Брюсселе. Эта командировка завершилась в сентябре 1988 года.

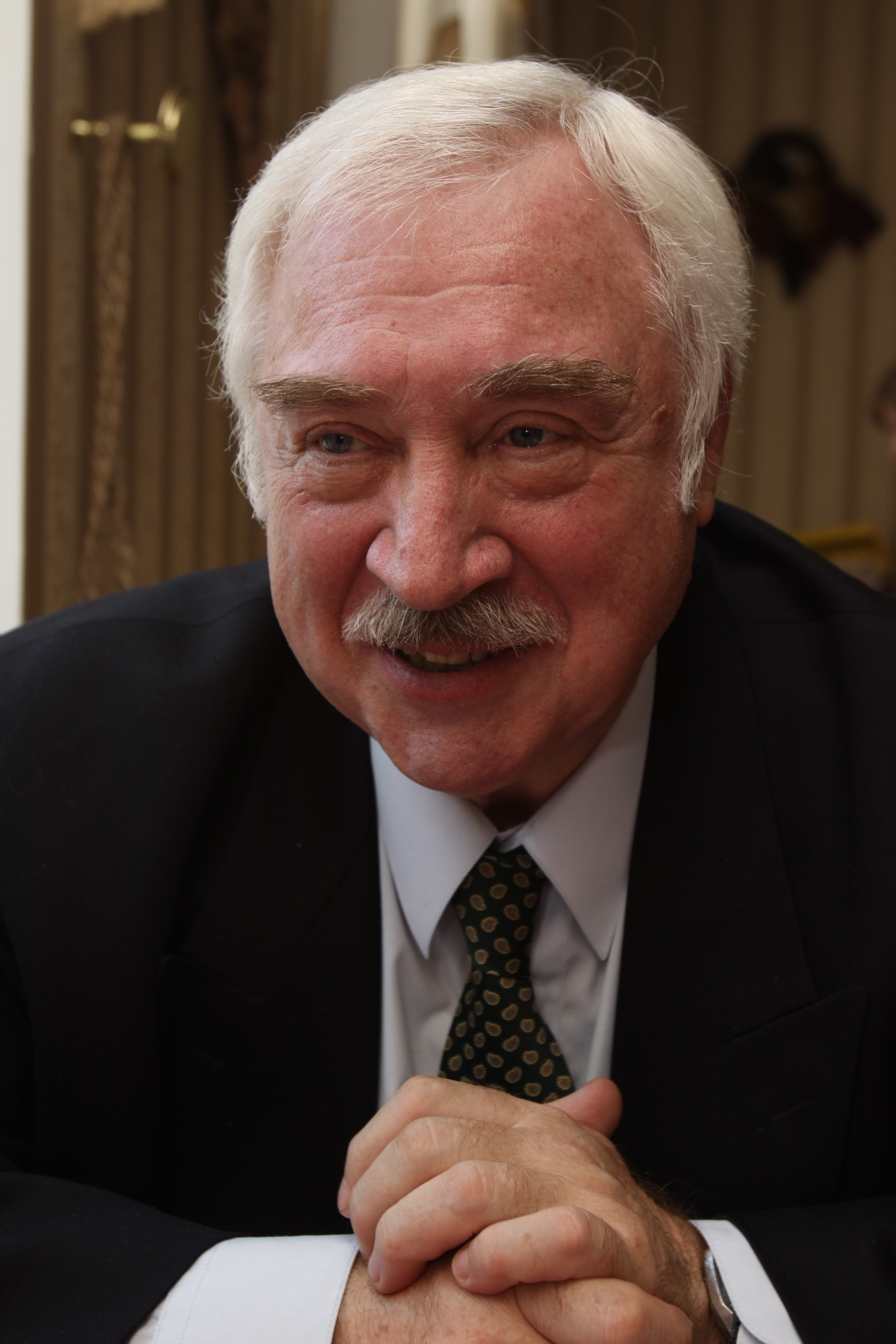
Альберт Балебанов в 2009 году

Политическим обозревателем ТАСС он проработал до конца 1991 года, когда Советский Союз вступил в стадию развала. За время работы в ТАСС в центральной и периферийской прессе СССР были опубликованы сотни оперативных и аналитических материалов Балебанова. Он — член Союза журналистов СССР и России. Деятельности корреспондента ТАСС Балебанова был посвящен значительный раздел книги В. В. Венделовского «ТАСС: Из горячих точек планеты»

### После ТАСС
«Перестройка» застала Балебанова вначале в группе «Менатеп» Михаила Ходорковского (1991—1993 г.г.) в качестве главного специалиста по рекламе и связям с общественностью, а затем — в 1993—1999 годах в банковской системе страны: Внешэкономбанк СССР и Внешторгбанк России, где он был советником председателя Правления банка по информационной работе, общественным связям, рекламе и благотворительной деятельности. С 2000 года — на пенсии. Женат, имеет сына.